# William Buckley
William Frank Buckley Junior (New York, 24 novembre 1925 – Stamford, 28 febbraio 2008) è stato un saggista, giornalista e conduttore televisivo statunitense.

## Biografia

### Formazione
È il sesto dei dieci figli di William Frank Buckley, un imprenditore che ha fatto una fortuna con il petrolio in Messico. Il padre affida l'educazione di William junior a degli insegnanti privati nella sua tenuta di Sharon in Connecticut, dove si è trasferito negli anni Trenta.
William poi frequenta le scuole medie a Parigi e le superiori a Londra, al liceo cattolico di Beaumont. Fin da giovane sviluppa gli interessi più diversi: dalla musica alla vela, dallo sci all'equitazione. Ma la sua passione principale è la letteratura.

Ritornato a New York, perfeziona gli studi scolastici alla prestigiosa «Millbrook School», in cui si diploma nel 1943.

Dopo la seconda guerra mondiale si iscrive all'Università di Yale, dove diventa membro della "società segreta" Skull and Bones («Teschio ed ossa»), oltre che membro attivo del Partito Conservatore e della Yale Political Union. È anche direttore del giornale universitario, Yale Daily News. Nel 1950 si laurea; successivamente si sposa con Patricia Alden Austin Taylor.

Grazie alle sue conoscenze del Messico, lavora per la CIA nel Paese latinoamericano. Ma dopo un'esperienza di nemmeno un anno decide di tornare negli Stati Uniti per dedicarsi all'attività pubblicistica.

### Attività pubblicistica
Pubblica il suo primo libro nel 1951, God and Man at Yale, in cui espone ad una critica serrata il sistema formativo americano. In esso affermava: «I liberal dicono di voler dare spazio anche ad altre opinioni, ma poi sono scioccati e offesi quando scoprono che esistono anche altre opinioni». Nel 1954, insieme a Brent Bozell, scrive McCarthy and His Enemies, in cui difende con forza il senatore repubblicano e la sua battaglia anticomunista.
Nel 1955 Buckley fonda il periodico National Review insieme a Frank Meyer, il padre spirituale del "fusionismo". La loro idea è semplice: conservatori, liberal, libertari, anticomunisti e cristiani tradizionalisti possono convivere tra loro. Il dialogo non è soltanto desiderabile, ma necessario.
Con il passare degli anni la National Review diventa la "palestra" del conservatorismo statunitense. In essa le sue tre "correnti" (il tradizionalismo, il libertarismo e l'anticomunismo) si fondono in un movimento culturale autenticamente nazionale.
Tra i primi a dare il loro contributo alla rivista vi sono personaggi come Russell Kirk e Richard Weaver. Altri nomi importanti sono quelli di John Chamberlain, Wilhelm Röpke e Max Eastman. Un nutrito gruppo di ex comunisti collabora molto attivamente alla rivista: lo stesso Frank Meyer, James Burnham, Willmore Kendall, William Schlamm ed altri.

### Impegno politico
Nel 1960 Buckley partecipa alla fondazione del movimento dei «Giovani americani per la Libertà» (Young Americans for Freedom). Nel 1964 è uno dei giovani sostenitori della candidatura alla Casa Bianca del repubblicano Barry Goldwater, che ottiene la nomination, ma poi in novembre è sconfitto dal democratico Lyndon Johnson.

Nel 1965 si candida a sindaco di New York per il Partito Conservatore, in polemica con il candidato ufficiale repubblicano di John Lindsay, che professa idee liberal. Nel 1968, anno elettorale, dà vita durante la convention democratica di Chicago 
ad uno storico dibattito televisivo con lo scrittore Gore Vidal.
Il suo impegno politico non ha soste: nel 1973 diventa delegato degli Stati Uniti alle Nazioni Unite. Nel 1980 contribuisce all'elezione di Ronald Reagan. Il neo presidente gli offre un ruolo nella sua amministrazione, ma Buckely ringrazia e declina l'invito.

Nel 1991, un anno dopo essersi ritirato dalla direzione attiva della National Review, Buckley riceve la "Medaglia presidenziale della libertà" (Presidential Medal of Freedom) dalle mani di George Bush padre.

### Trasmissioni televisive
Oltre al famoso duello televisivo con Gore Vidal, Buckley è ricordato presso il pubblico americano soprattutto per il programma "Linea di fuoco" (Firing Line), talk show della rete pubblica PBS andato in onda ininterrottamente per 33 anni, dal 1966 al 1999.